# Status społeczny
Status społeczny – pozycja, jaką jednostka zajmuje w grupie społecznej. Pozycja ta może mieć charakter przypisany lub osiągnięty. O pozycji przypisanej mówimy wtedy, gdy jednostka nie ma wyboru, co do jej zajmowania (lub niezajmowania). Pozycja osiągana to taka, którą jednostka zyskuje poprzez swoje działania.
Pozycja więźnia zaliczana jest do statusów osiąganych, ponieważ jest ściśle związana z działaniem jednostki, a nie jej immanentnymi cechami (jak np. płeć). Status społeczny nie jest tożsamy z rolą społeczną.